# Nowak
Nowak (vrouwelijk: Nowakowa, Nowakówna, meervoud: Nowakowie) is met meer dan 200.000 dragers de meest voorkomende Poolse achternaam. De naam is afgeleid van het Poolse woord "nowicjusz", wat nieuweling betekent.
Een variant op de naam, Novák (vrouwelijk: Nováková), is de meest voorkomende achternaam in Tsjechië.

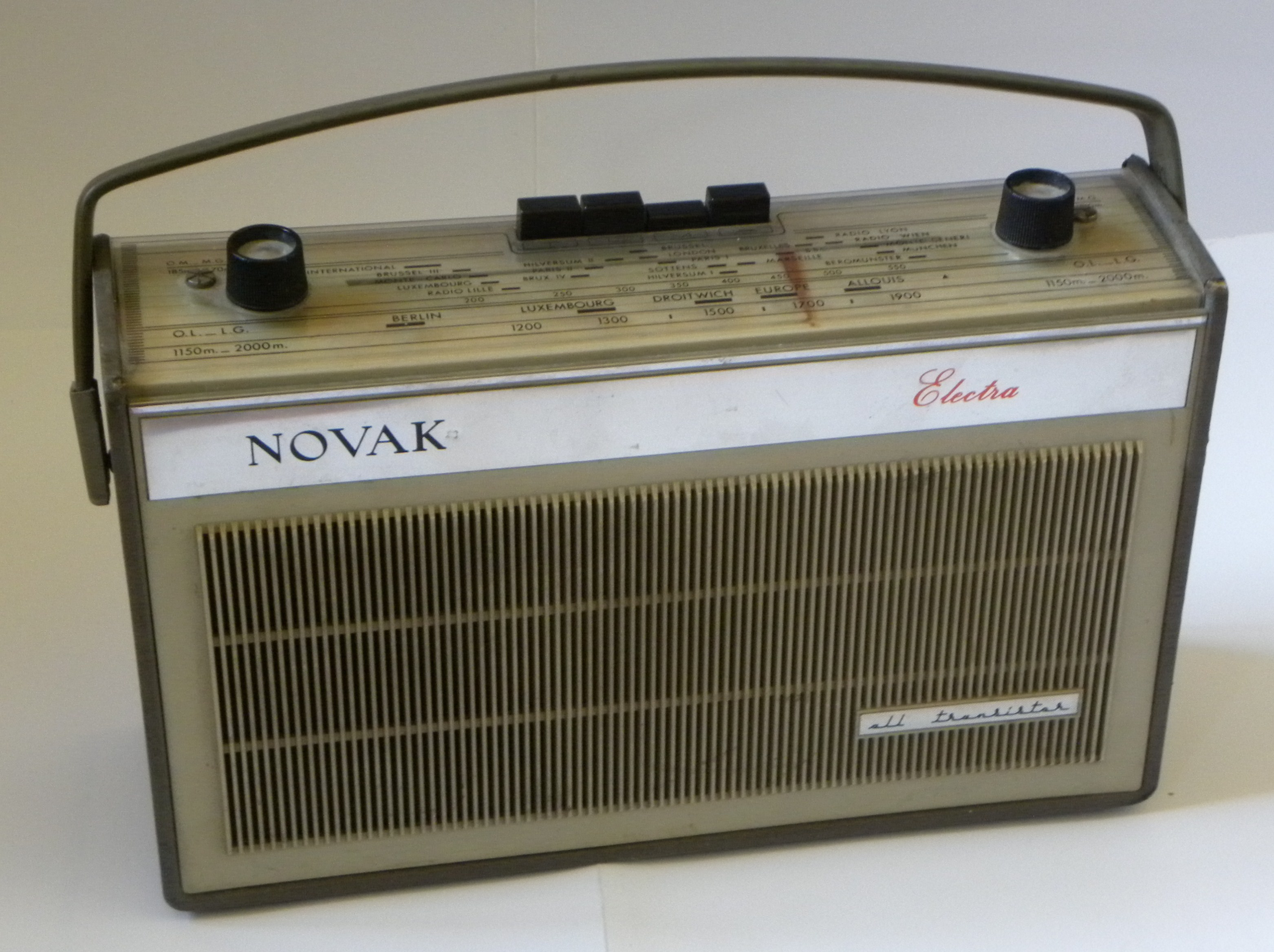
Draagbare transistorradio (1964)

## Andere varianten
- Novak, de meest voorkomende achternaam in Slovenië
- Noack, verduitste versie

## Naamdragers
Nowak
- Kazimierz Nowak, Pools reiziger en fotograaf
- Krzysztof Nowak, Pools voetballer
- Maria Nowak, Frans econome
- Piotr Nowak, Pools voetballer en voetbalcoach
- Beata Nowak, Pools schrijfster van o.a. biografie van Svetlana Stalina.

Novák
- Jiří Novák, Tsjechisch tennisser
- Petr Novák, Tsjechisch ijshockeyspeler
- Vítězslav Novák, Tsjechisch componist

Novak
- B.J. Novak, Amerikaans acteur en stand-upcomedian
- Brandon Novak, Amerikaans skateboarder
- Džoni Novak, Sloveens voetballer
- Helga M. Novak, Duits-IJslands schrijfster
- Kim Novak, Amerikaans actrice
- Manon Novak, Nederlands actrice
- Robert Novak, Amerikaans journalist

Noack
- Rudolf Noack, Duits voetballer

## Commercieel merk
- NOVAK (firma) was een Brusselse fabrikant van radio's en transistors in de jaren 1932-1965.